# Paul van Crimpen

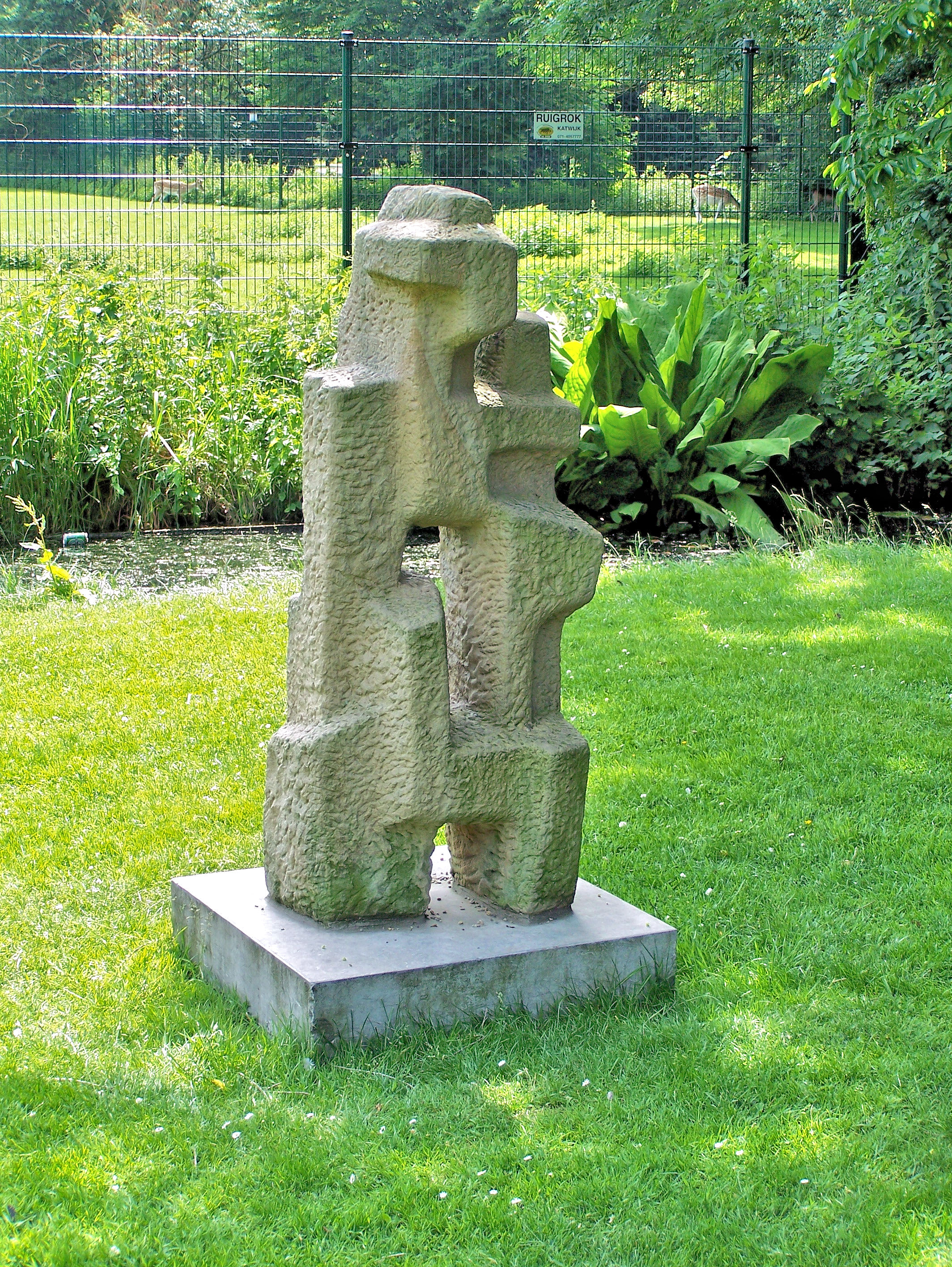
Staande figuur (1955), Utrecht

Paulus Johannes Maria Cornelis (Paul) van Crimpen (Nijmegen, 18 mei 1932 – ?, 6 februari 1999) was een Nederlands beeldhouwer.

## Leven en werk
Paul van Crimpen werd opgeleid aan het Instituut voor Kunstnijverheidsonderwijs in Amsterdam (1954-1956) en de Rijksakademie van beeldende kunsten. Hij was een leerling van Cor Hund en Henk Zweerus. Hij maakte geabstraheerd-figuratief werk in brons, steen en terracotta. Een vroeg voorbeeld daarvan is de Staande figuur, die hij in 1955 maakte en in de jaren 1970 door de gemeente Utrecht werd aangekocht. Het geometrisch-abstract beeld stelt een moeder met kind in haar armen voor. Van Crimpen was naast zijn eigen werk actief als mallenmaker, voorhakker en bronsgieter van onder anderen Mari Andriessen en Han Wezelaar.
Geïnspireerd door een goede vriend, de schaapherder Jan Boom, maakte hij vanaf 1981 een serie herderbeelden. Van Crimpen was lid van de Algemene Katholieke Kunstenaarsvereniging en de Nederlandse Kring van Beeldhouwers, waarmee hij ook exposeerde.
Vanaf de jaren 1960 woonde en werkte Van Crimpen in Noord-Holland. Hij overleed in 1999, op 66-jarige leeftijd, en werd begraven in Enkhuizen.

## Enkele werken
- 1955 Staande figuur, Park Oog in Al, Utrecht (geplaatst in 1975)
- 1958 reliëf met drie kinderen op een hek voor de Pro Regeschool, Floris Versterstraat, Amsterdam
- 1964 natuurstenen hoofdaltaar en wijwaterbekken voor Kapel De Voorzienigheid in Steenwijkerwold
- 1965 oorlogsmonument Landsmeer
- 1968 Drie zittende figuren, Ghanadreef (Mattheusschool), Utrecht
- 1969 Het gevecht, Piet Wiedijkpark, Osdorp In december 2022 werd dit beeld ernstig beschadigd. [5]
- 1974 Pelikaan met jong, Julianakade, IJmuiden
- 1983 Moeder en kind, Elskhove, Alkmaar
- 1985 Herder, Kennemerpark, Alkmaar
- 2001 De ontmoeting, Park Rusthoff, Sassenheim

## Fotogalerij

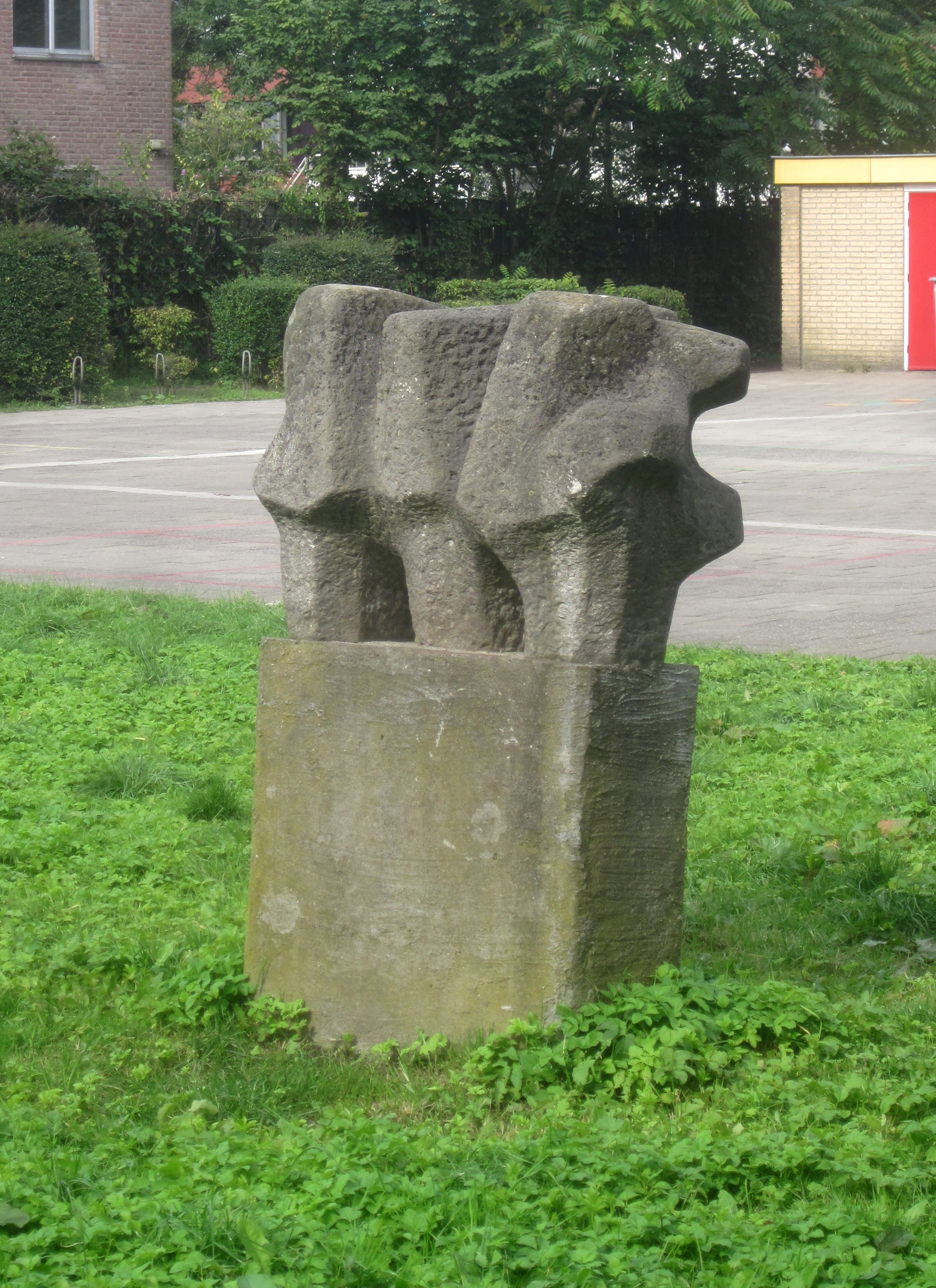
Drie zittende figuren (1968), Utrecht
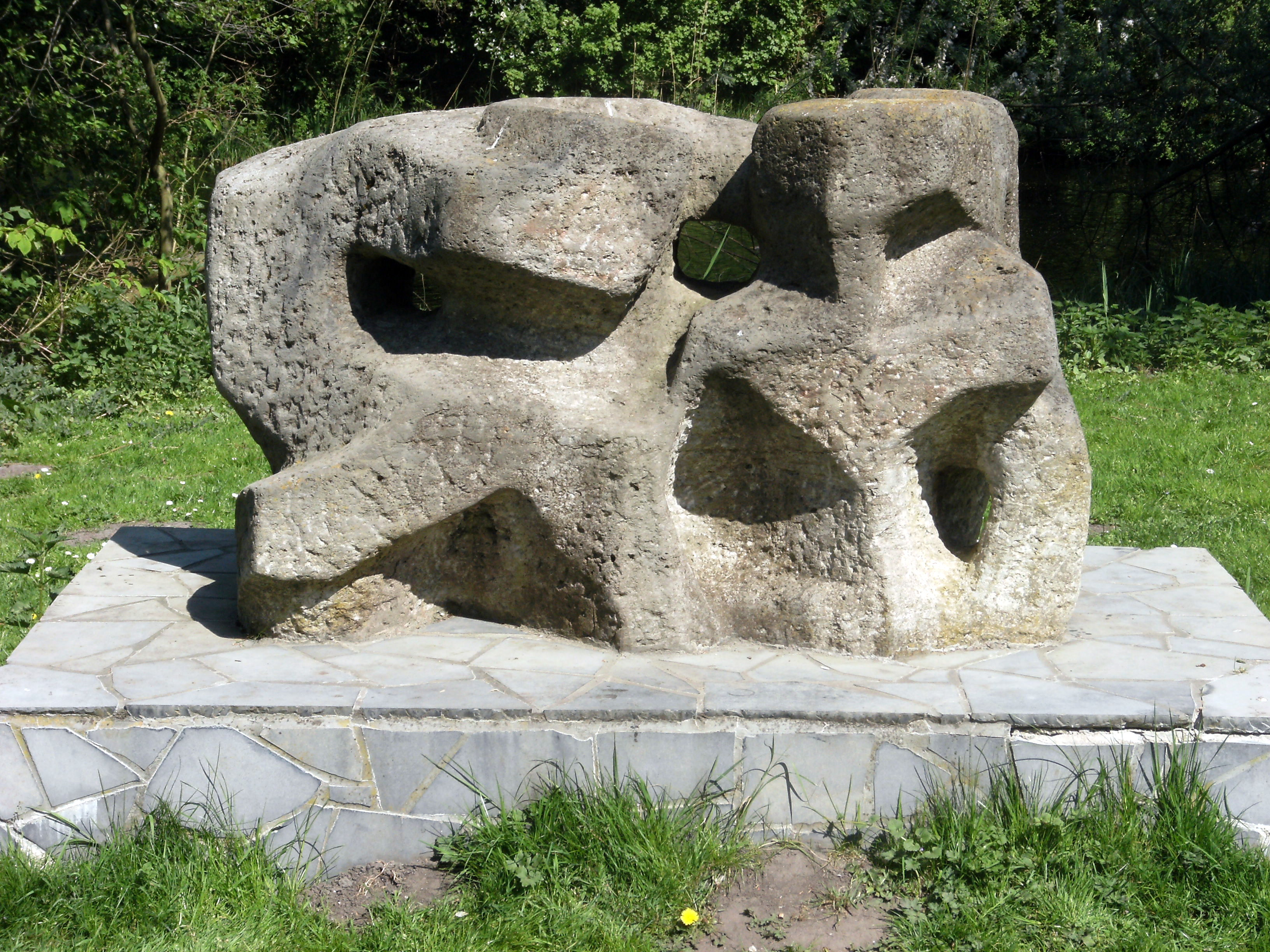
Het gevecht (1969), Osdorp
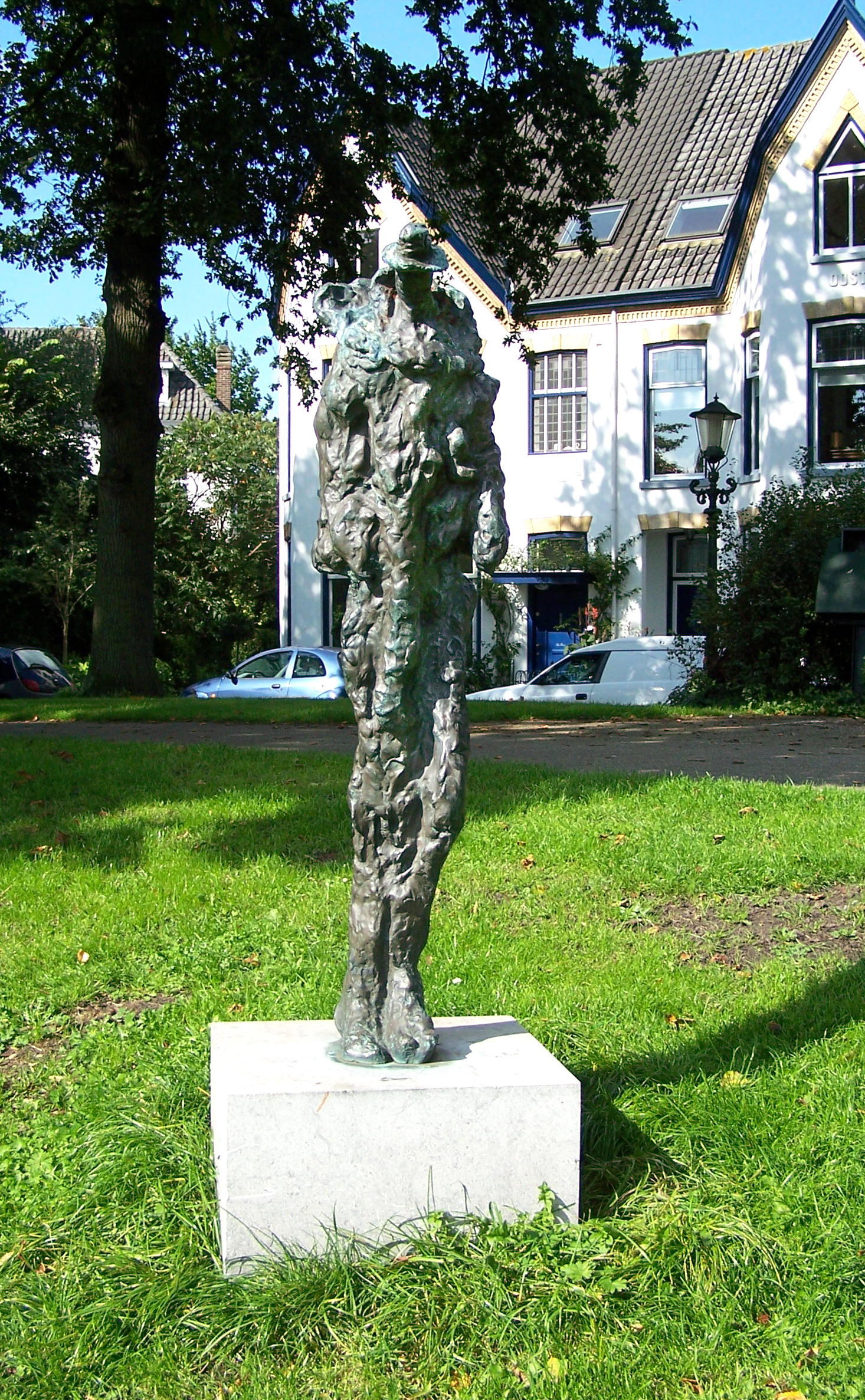
Herder (1985), Alkmaar
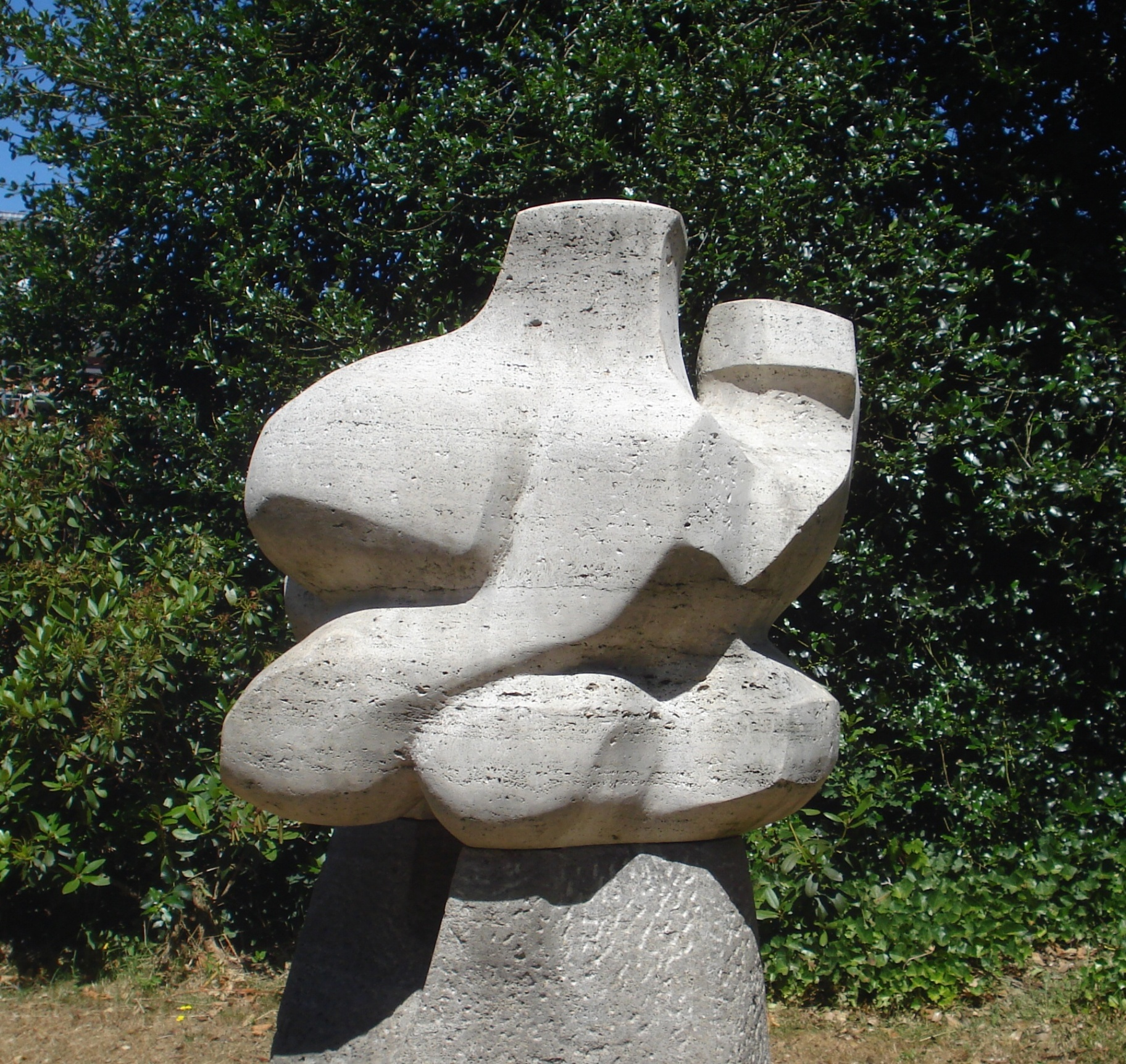
De ontmoeting (2001), Sassenheim

- RKD-Nederlands Instituut voor Kunstgeschiedenis: 19123